# ZB vz. 26
ZB vz. 26 là loại súng máy hạng nhẹ do Tiệp Khắc phát triển trong những năm 1920. Súng này do Vaclav Holek thiết kế và nhà máy Zbrojovka Brno sản xuất. Nó đã giành chiến thắng trước các thiết kế súng máy hạng nhẹ mà quân đội Tiệp Khắc mua từ nước ngoài như: M1918 BAR, súng máy Darne, súng máy Madsen, Hotchkiss 1914, St. Éntienne Mle. 1907, và một số thiết kế khác trong nước. Nó được sử dụng bởi nhiều quốc gia khác nhau trong Chiến tranh Thế giới Thứ hai và nhiều cuộc chiến khác trong Chiến tranh Lạnh. Nhìn chung, ZB vz. 26 nổi tiếng với độ tin cậy cao, cấu tạo đơn giản, khả năng thay nòng nhanh chóng và rất dễ sản xuất.

## Lịch sử
Việc phát triển loại súng này đã được tiến hành vào khoảng năm 1923 sau khi quân đội đưa ra yêu cầu về một loại súng máy hạng nhẹ mới để thay thế cho những khẩu súng máy Madsen từ năm 1921. Mặc dù gặp một số rắc rối nhỏ nhưng việc sản xuất hàng loạt đã bắt đầu tại nhà máy Zbrojovka Brno có trụ sở tại thành phố Brno của Tiệp Khắc (nay thuộc Cộng hòa Séc) từ năm 1926 vì thế nó có số 26 trong tên của mình. Loại súng này đã trở thành loại súng máy hạng nhẹ tiêu chuẩn cho quân đội Tiệp Khắc từ năm 1927. Đây là một trong những loại súng máy thành công nhất trong các thời kỳ chiến tranh. Zbrojovka Brno đã sản xuất khoảng 120.000 khẩu ZB-26 trong vòng 13 năm (từ năm 1926 đến 1939). Nó được Zbrojovka Brno xuất khẩu cho 24 nước ở Châu Âu, Nam Phi và các nước tại Châu Á (Trung Quốc và Nhật Bản). Việc xuất khẩu loại súng này chỉ dừng lại khi Đức Quốc xã chiếm được Tiệp Khắc sau Hiệp ước Muynich (diễn ra vào năm 1938) và Đức Quốc xã nhanh chóng đình chỉ ngay toàn bộ việc xuất khẩu vũ khí ra nước ngoài của quân đội Tiệp Khắc. Lính Đức Quốc xã nhanh chóng nhận ra ZB-26 là một mẫu vũ khí rất tốt. Nó nhanh chóng được cả Wehrmacht và Waffen-SS mang ra sử dụng trong chiến đấu với số lượng lớn và hết sức rộng rãi. Một trong các mẫu nâng cấp được biết đến nhiều nhất của ZB-26 là ZGB-33, được biết đến dưới tên Bren. Bren được sử dụng một cách rộng rãi trong khối Thịnh vượng chung Anh từ năm 1935 đến những cuối thập niên 1980.

## Thiết kế
ZB-26 sử dụng cơ chế nạp đạn bằng khí nén với hệ thống trích khí dài, ống trích khí nằm ở phía bên dưới nòng súng, khóa nòng chèn nghiêng. Nó bắn khi khóa nòng mở. Nòng súng làm mát bằng không khí được khắc các rãnh tròn đồng tâm để nâng cao khả năng tản nhiệt nên trông khá giống một mũi khoan, ngoài ra nếu thấy nòng súng quá nóng và không tản nhiệt kịp thì có thể thay nòng một cách nhanh chóng.
Khi bắn, khóa nòng vốn được giữ ở phía sau (nhờ lẫy giữ ở cụm cò súng) sẽ được mở và di chuyển lên phía trước nhờ một lò xo chính rất dài nằm ở bên trong báng súng. Lò xo chính này được nối với bệ khóa nòng bằng một cái que dài. Có một lò xo khác bọc ngoài lò xo chính nối với bệ khóa nòng nhưng ngắn hơn. Lò xo phụ này được dùng để làm giảm độ giật tác động vào xạ thủ khi khóa nòng bị đẩy ngược về phía sau. Tay kéo lên đạn nằm ở bên phải súng.
Hộp đạn được đặt phía trên thân súng và được làm bằng thép. Nó có thể chứa 20 viên đạn. Khe cắm hộp đạn được che chắn bằng một miếng che để chống bụi bẩn. Khi bắn, vỏ đạn sẽ rơi ra qua khe nhả vỏ đạn nằm ở ngay phía dưới khe gắn hộp đạn, khe này cũng có một miếng chống bụi của riêng mình. Súng bắn khi khóa nòng mở nhưng trước khi điểm hỏa, khóa nòng sẽ tự động nghiêng qua một bên, chống cạnh của nó vào súng nhằm để khóa cố định viên đạn trong nòng súng.
Hệ thống nhắm cơ bản của loại súng này điểm ruồi nhưng do hộp đạn nằm ngay trên thân súng nên nó được đặt lệch qua bên trái và được điều chỉnh bằng một thước ngắm xoay để phù hợp với phạm vi bắn. ZB-26 thường được tích hợp với chân chống chữ V nhưng nó cũng có thể gắn trên bệ chống ba chân và nếu có dư dả hộp đạn cũng như nòng thay thế nó có thể chiến đấu như một súng máy hạng trung khi cần cho việc cố thủ, bắn áp chế đối phương hay dùng để phòng không tầm thấp.

## Biến thể
- ZB vz. 27: Mẫu nâng cấp.
- ZB vz. 30: Mẫu nâng cấp sau.
- ZGB 30/33: Mẫu nâng cấp cho quân đội Anh được biết đến với tên LMG Bren.
- ZB vz. 39: Mẫu nâng cấp của ZGB 33.

Nhiều mẫu khác với và tên gọi khác và các thay đổi trong thiết kế nhưng vẫn giữ cách hoạt động dùng bởi các lực lượng quân sự như:
- Shiki 96, Shiki 97 và Shiki 99 của Nhật Bản.
- Kk 62 của Phần Lan.
- MKb 42(h) của Đức.
- Fusil Automatico Oviedo (F.A.O.) của Tây Ban Nha.

## Các nước sử dụng
- Tiệp Khắc
- Trung Hoa Dân Quốc
- Bolivia
- Đức Quốc xã: Được gọi là Mg (Maschinengewehr) 26(t)
- Ecuador
- Iran
- Lithuania
- Mãn Châu quốc
- Vương quốc Nam Tư
- Cộng hòa Liên bang Xã hội chủ nghĩa Nam Tư
- Peru
- Israel Được Tiệp Khắc viện trợ
- Thái Lan
- Thụy Điển: Được gọi là Kulsprutegevar m/39
- Thổ Nhĩ Kỳ
- Đế quốc Nhật Bản: Tịch thu từ Trung Hoa dân quốc và nhận được trong năm 1938-1939
- Bulgaria: Nhận được 100 khẩu, sử dụng loại đạn 8×56mmR
- Romania
- Slovakia
- Chile: Nhận 11 khẩu có cỡ nòng 7mm vào năm 1928
- Brazil: Nhận 1080 khẩu vào năm 1930, sử dụng loại đạn 7×57mm Mauser
- Cộng hòa Dân chủ Nhân dân Triều Tiên
- Trung Quốc
- Việt Nam Dân chủ Cộng hòa: Nhận được viện trợ Tiệp  Khắc. Được biên chế Quân đội Nhân dân Việt Nam trong 2 lần kháng chiến chống Thực dân vs Đế quốc Mỹ Ngụy Việt Nam Cộng hòa và chống lại các Đồng minh của Mỹ can thiệp vào.
- Cộng hòa Miền Nam Việt Nam: Nhận được viện trợ Tiệp  Khắc.  Được biên chế Quân đội Nhân dân Việt Nam trong 2 lần kháng chiến chống Thực dân Pháp vs Đế quốc Mỹ Ngụy Việt Nam Cộng hòa và chống lại các Đồng minh của Mỹ can thiệp vào.
- Việt Nam